# Citrus latipes
Citrus latipes, comúnmente conocido como papeda de Khasi, es un árbol perteneciente al género Citrus, dentro de la familia de las rutáceas. Localmente, se le conoce como soh-shyrkhoit en el idioma Khasi (Soh = fruta, Shyrkhoit = mono), que significa "el fruto de un mono".

## Descripción

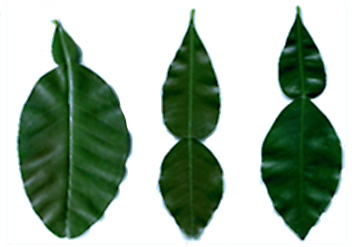
Detalle de las hojas

La papeda de Khasi es un árbol espinoso que puede llegar a los 5 m de altura, y es muy parecido al Citrus hystrix. La flor es abierta y mide 1,5 cm de diámetro, con 4 pétalos gruesos y de 18 a 20 estambres. 
El fruto es pequeño y ligeramente aplanado, de unos 5 cm de diámetro y con la piel gruesa (de 5 a 6 mm). Su interior está dividido en unos 9 segmentos, los cuales contienen multitud de semillas (30 a 60 semillas/fruto).

## Distribución y hábitat
Su área de distribución nativa en el sudeste asiático va desde Assam (India) hasta el norte de Birmania y crece principalmente en el bioma tropical húmedo. Lo podemos encontrar en altitudes de hasta 1.800 m sobre el nivel del mar.

## Taxonomía
La primera descripción de esta especie fue como Citrus ichangensis subsp. latipes, publicada en 1913 por el botánico estadounidense Walter Tennyson Swingle en la revista científica Journal of Agricultural Research 1: 12.
Más tarde, el botánico y micólogo japonés Chozaburo Tanaka le otorgó el rango de especie, pasando a llamarse Citrus latipes y anotando estos cambios en Stud. Citrol. 2: 155 en 1929.

Etimología
- Citrus: nombre genérico que proviene del latín citrus, que se refiere a los árboles y arbustos que producen frutas cítricas, como limones, naranjas y limas. El término citrus tiene sus raíces en el griego antiguo κίτρον (kítron), que significa 'cítricos' o 'fruto de cítricos'
- latipes: epíteto específico que proviene de las palabras latinas lati- (que significa 'ancho' o 'amplio') y -pes, (que se traduce como 'pie' o 'pata'), haciendo referencia al tamaño de su tronco.[4]

## Estado de conservación
En la Lista Roja de Especies Amenazadas de la UICN, la especie está clasificada como “Casi amenazado (NT)”.

## Usos
Aunque el fruto es comestible, raramente lo encontramos en cultivo. Tiene un sabor agridulce y se suele comer mezclado con hojas de mostaza, chiles, azúcar y sal. 
Además, el fruto del Citrus latipes se utiliza con fines medicinales, ya que sazonado con anís estrellado, salado y endulzado con miel tiene fama de tratar los cálculos renales en el noreste de la India.
También la decocción de las hojas se utiliza como baño para aliviar resfriados, fiebres, dolores corporales y de cabeza. Además, los frutos pelados y hervidos dan una decocción que se utiliza para tratar trastornos del estómago y de la piel. 